# Мехурт
Мехурт (Мехтурт, Мехет-верет егип. Mḥ.t-wr.t — «Большая северная вода») — богиня неба в древнеегипетской мифологии. В древнеегипетском мифе о сотворении мира говорится о том, что Мехурт — богиня, рождающая солнечного бога Ра. Мехурт изображали в виде коровы с солнечным диском между рогами, или в виде женщины с головой коровы. Она отождествлялась с такими богинями, как Нейт, Исида и Хатхор, каждая из которых имела похожие черты, также все они представляли собою око Ра, то есть были дочерьми Ра.
Мехурт упоминается во многих текстах Книги мёртвых, включая заклинание 17. В этом тексте ей приписывается рождение солнечного бога Ра. Египтяне верили, что солнце умирает и рождается каждый день.
Народ Египта верил, что Мехурт была богиней Творения и Возрождения, поэтому фигурировала в текстах, помогающих людям попасть в загробный мир.